# Karavastalagunen
Karavastalagunen (albansk: Laguna e Karavastasë) er den største lagune i Albanien og en af de største i Middelhavet, der spænder over et område på 43 km2. Karavasta er en del af Divjakë Karavasta Nationalpark og er adskilt fra Adriaterhavet med en stor sandstrimmel. Den spreder sig over Myzeqe-kystsletten nær Divjakë og omkring 20 km fra Lushnjë.
Karavasta er vært for mange fyrretræer og der er små sandøer. Den er kendt for at være habitat for den krøltoppede pelikan; 6,4% af Europas bestand af den dalmatiske pelikan findes i Karavasta. Lagunen falder inden for de illyriske løvskove terrestrisk økoregion i de palearktiske middelhavsskove, skovområder og kratbiom og har et typisk middelhavsklima .
Lagunen ligger i Divjaka-Karavasta National Park og er blevet anerkendt som ramsarområde, et vådområde af international betydning under Ramsar-konventionen. Lagunen er blevet identificeret som et vigtigt fugleområde af BirdLife International, fordi det understøtter et store bestande af forskellige fuglearter.
Området kendt for at have en meget aktiv myggesæson. I 2014 er der imidlertid startet bekæmpelseskampagner, og et parkrehabiliteringsprojekt er blevet igangsat af de nationale myndigheder.